# Paradexiospira vitrea
Paradexiospira vitrea är en ringmaskart som först beskrevs av Fabricius 1780.  Paradexiospira vitrea ingår i släktet Paradexiospira och familjen Serpulidae. Arten är reproducerande i Sverige. Inga underarter finns listade i Catalogue of Life.